# 懷爾和北普雷斯頓 (英國國會選區)
懷爾和北普雷斯頓（英語：Wyre and Preston North），英國國會一郡選區，包括英格蘭西北部蘭開夏郡的普雷斯頓北部和懷爾南部。
始於2010年。在2010年大選中保守黨的本·華萊士以52.4%選票勝出該區。